# Ryszard Śmiglak
Ryszard Śmiglak (ur. 23 marca 1927 w Poznaniu, zm. 28 lipca 1982) – polski piłkarz występujący na pozycji bramkarza, nauczyciel uniwersytecki. Ojciec olimpijczyka z Monachium Cezarego Śmiglaka, brat piłkarzy Warty – Mirosława i Kazimierza.

## Kariera
Był synem poznańskiego piłkarza Stanisława Śmiglaka. Był wychowankiem drużyny Pogoń Poznań. W drużynie występował w latach 1945–1947. Następnie, na skutek fuzji drużyny z Lechem Poznań, przeszedł do tego klubu, gdzie występował w latach 1947–1953. W najwyższej klasie rozgrywkowej zagrał w sezonach 1948 i 1951-1952. W sumie na najwyższym poziomie rozgrywkowym rozegrał 15 spotkań. Równocześnie uprawiał jedenastoosobową piłkę ręczną, siatkówkę oraz koszykówkę w barwach poznańskiego AZS. Był trenerem siatkarskich drużyn Pocztowiec, AZS i Grunwald oraz zespołu z Międzychodu. Został pochowany na poznańskim cmentarzu Miłostowo (pole 39, kwatera 2, rząd 5, grób 13).